# Kadence
|  | Artiklen Kadence (musik) drejer sig om anvendelsen af udtrykket inden for musikken. |
Kadence (fransk) er i militær henseende den takt (tempo), i hvilken en bevægelse udføres, og angives ved det antal skridt af samme længde, der tages i 1 minut; i Danmark er f.eks. marchkadencen ved almindelig march 115 skridt á 80 cm i 1 minut.